# 이요국

이요 국

이요국(일본어: 伊予国 이요노쿠니[*])은 일본 난카이도에 있던 옛 구니이다. 현재의 에히메현(일본어: 愛媛県)에 해당한다. 요슈(일본어: 予州)라고도 한다.

## 명칭의 유래
이요 국의 요(予)는 원래 '요(豫)'의 대음표기인데, '요'를 '여(與)'로 적은 목간도 발견된다(발음은 똑같이 '요'이다). '이요'의 어원에 대해서는 여러 설이 있다.
- 온천설

'이요'의 '요(よ)'를 온천을 뜻하는 일본어 '유(ゆ)'가 와전된 것으로 보고, 여기에 '이'라는 글자가 붙어 '이요'가 되었다고 해석하는 설이다. 여기서 말하는 온천이란 도고(道後) 온천을 가리킨다고 보이며, '이'에는 또한 '좋다(いよ)'는 의미가 더해져 '좋은 온천'이라는 뜻이 '이요'라는 말에 담겨 있다는 해석도 있다. 「에히메 현의 불가사의 사전」(데라우치 히로시 외 편)에 따르면 이 설은 옛날 특수 가나 사용법으로 볼 때 일반적으로는 '유'가 '요'로 음운이 변화하는 일은 없으며, 헤이안 시대의 《연희식》에 '이요노고오리(伊予郡)'와 '온센노고오리(溫泉郡)'라는 이름을 가진 두 개의 군이 등장하는데 '이요'가 '온천'을 뜻한다면 굳이 '온천'이라는 다른 단어를 온천이 있는 지역의 군 이름으로 쓸 필요가 없다는 점에서 문제가 있다.
- 샘에서 비롯되었다는 설

고대 일본인들은 온천 말고도 땅에서 물이 솟아나는 지점인 샘을 가리켜 '이유(いゆ)'라 불렀는데 이것이 변해서 '이요(いよ)'라는 발음이 되었다는 설이다. 고대로부터 현재까지, 생명이 생존하기 위해서 꼭 필요한 물이 솟아나는 샘은 고마운 존재로서 특별지역으로 중시되었고, 이것이 샘 주변을 가리키는 소지역으로서의 지명에서 보다 넓은 지역, 나아가 《고사기》에도 언급된 「이요의 이명지도(二名之島)」즉 지금의 일본 시코쿠 지역을 가리키는 지명으로 자리잡아갔다는 것이다.
이 설에 힘을 실어주는 것이 지금 일본 에히메 현 이요 군 마쓰마에(松前) 정에 있는 이요 신사로, 일본 조정으로부터 정4위상의 관위를 수여받기도 한 이 신사에서 모시는 신은 달의 신 쓰쿠요미노 미코토(月夜見命) 그리고 에히메노 미코토(愛比賣命)와이다. 에히메란 《고사기》에 "이요를 에히메라 하다(伊予を愛比売といひ)"라고 나오는 것에서 보이듯, 에히메 현의 옛 지명이다. 또한 동명의 이요시 우에노 지구에 있는 신사의 옛 경내 터에는 이코이(彌光井) 신사의 샘터가 있는데, 고대에 이 땅은 완만한 경사지대로 물이 부족했던 여건상 샘이 특별히 귀하게 여겨졌을 것으로 여겨지고 있다.(이상 이요시 홍보 2006년 1월호 참조)
- 이야(彌)설

《일본서기》에 나오는 각종 단어들의 출전을 중국 고전에서 찾아 정리하기도 했던 학자 다니가와 고토스가(谷川士淸)는 《야마토훈간(倭訓栞)》에서, "伊豫ノ二名ノ洲"로도 불렸던 시코쿠는 일본의 국토창생신화에서는 아와지섬 다음으로 태어났다고 나오는 것에서, '이요'는 사물의 겹침을 뜻하는 '이야(彌, いや)'를 가리킨다고 주장했다.
- 예(預)설

《예장기(豫章記)》라는 문헌에 「천신(天神) 제6대 면족황근존(面足惶根尊)」이라는 신이 이요(伊豫) 국을 지배할 때, 「(이요 국을) 이(伊, 그에게) 예(豫, 맡긴다)」라는 조를 내렸다고 하는 기록이 있다. 하지만 '이요'를 '伊豫'로 표기한 건 수많은 한자 차음표기의 하나일 뿐이다.

## 연혁
- 7세기에 성립되다.
- 1876년（메이지(明治) 9년）2월 25일, 우와(宇和) 군 오키노시마(沖ノ島)、히메시마(姬島)、우구루시마(鵜來島)를 도사(土佐) 국 야하타(幡多) 군에 편입시키다.
- 1897년(메이지 30년) 10월 1일, 에히메 현(옛 이요 국 관할 12군 1시市)에 부현제(府県制)를 시행하다.

## 군
- 우마군(일본어판)(宇摩郡)
- 니이군(일본어판)(新居郡)
- 슈소군(일본어판)(周桑郡)
  - 슈후군(일본어판)(周敷郡) - 1987년, 폐지.
  - 구와무라군(일본어판)(桑村郡) - 1987년, 폐지.
- 오치군(越智郡)
  - 오치 군(越智郡) - 1897년, 폐지.
  - 노마군(일본어판)(野間郡) - 1897년, 폐지.
- 가자하야군(일본어판)(風早郡)
1897년, 폐지. 온센군에 합병.
- 와케 군 (에히메현)(일본어판)(和気郡)
1897년, 폐지. 온센군에 합병.
- 온센군(일본어판)(温泉郡)
1889년, 온센군의 일부를 마쓰야마시(松山市)로 분리.
1897년, 폐지. 온센군에 합병.
- 구메 군 (에히메현)(일본어판)(久米郡)
1897년, 폐지. 온센군에 합병.
- 우케나군(일본어판)(浮穴郡)
1878년, 가미우케나군(上浮穴郡)과 또 다른 가미우케나 군(上浮穴郡)

으로 분리 편제.
- 1897년, 시모우케나 군 폐지. 온센 군과 이요 군에 합병.
- 이요군(伊予郡)
1897년 폐지. 온센 군과 이요 군에 합병.
- 기타 군(喜多郡)
죠간(貞観) 8년(866년), 우와 군에서 분리하여 설치.
- 우와군(일본어판)(宇和郡)
1878년, 니시우와군(西宇和郡), 히가시우와군(일본어판)(東宇和郡), 기타우와군(北宇和郡), 미나미우와군(南宇和郡)으로 분리 편제.

## 인물

### 지방관

#### 가미(守)
- 구다라노고니키시 교후쿠(百濟王敬福): 덴표호지(天平寶字) 3년(759년)에 임관.
- 사카노우에노 간다마로(坂上苅田麻呂): 780년경
- 후지와라노 요시노(藤原吉野): 고닌(弘仁) 14년(823년), 덴초(天長) 3년(826년)에 임관.
- 기노 후카에(紀深江): 835년경
- 후지와라노 오오쓰(藤原大津): 조와(承和) 11년(844년)에 임관.
  - 후지와라노 우지무네(藤原氏宗): 사이코(齊衡) 4년(857년) 임관(곤노카미)
- 하루스미노 요시타다(春澄善縄): 덴난(天安) 2년(858년) 임관
- 도요사키왕(豊前王): 조간(貞觀) 3년(861년) 임관
- 후지와라노 모토쓰네(藤原基經): 조간 7년(865년) 임관
- 미나모토노 히로시(源寛): 조간 12년(870년) 임관
- 와케노 쓰네노리(和氣彛範) ：닌나(仁和) 3년(887년) 임관
- 다치바나노 스미키요(橘澄淸): 간표(寛平) 9년(897년) 임관
  - 요시미네노 모로키(良岑衆樹): 엔기(延喜) 17년(917년) 임관(곤노카미)
- 다이라노 도키모치(平時望): 엔초(延長) 3년(925년) 임관
- 기노 요시토(紀淑人): 조헤이(承平) 6년(936년) 임관
- 후지와라노 모로우지(藤原師氏): 덴교(天慶) 8년(945년) 임관
  - 오에노 도모쓰나(大江朝綱): 덴랴쿠(天曆) 3년(949년) 임관(곤노카미)
  - 오에노 고레토키(大江維時): 덴랴쿠 10년(956년) 임관(곤노카미)
- 후지와라노 고레타다(藤原伊尹): 덴토쿠(天德) 4년(960년) 임관(덴토쿠 2년 곤노카미)
  - 후지와라노 스케마사(藤原佐理): 덴겐(天元) 5년(982년) 임관(곤노카미)
  - 후지와라노 기미토(藤原公任): 간나(寬和) 2년(986년) 임관(곤노카미)
- 다이라노 고레모치(平伊望): 조헤이 3년(933년) 임관
- 후지와라노 다메토(藤原爲任): 조와(長和) 3년(1013년) 임관
- 미나모토노 요리사다(源賴定)
- 미나모토노 요리미쓰(源賴光): 1018년경 부임(「소우기小右記」)
- 미나모토노 미쓰나카(源滿仲)
- 미나모토노 미쓰마사(源滿政)
- 미나모토노 요리요시(源賴義): 고헤이(康平) 6년(1063년) 임관
- 후지와라노 아키스에(藤原顯季): 간지(寬治) 4년(1090년) 임관
- 미나모토노 구니아키라(源國明)
- 후지와라노 나가자네(藤原長實): 조지(長治) 2년(1105년) 임관
- 후지와라노 다다타카(藤原忠隆): 덴쇼(天承) 원년(1131년) 임관
- 다이라노 시게모리(平重盛): 헤이지(平治) 원년(1159년) 임관
- 후지와라노 구니쓰나(藤原邦綱): 에이랴쿠(永曆) 2년(1161년) 임관
- 후지와라노 지카노부(藤原親信): 1160년경
- 다카시나노 야스쓰네(高階泰經): 안겐(安元) 2년(1176년) 임관
- 미나모토노 요시나카(源義仲): 주에이(壽永) 2년(1183년) 임관
- 미나모토노 요시쓰네(源義經)：겐랴쿠(元曆)2년(1185년) 임관

#### 죠(掾)
- 후지와라노 스미토모(藤原純友)

### 슈고(守護)

#### 가마쿠라 막부
- 1203년∼?: 사사키 모리쓰나(佐々木盛綱)
- 1220년경∼1235년경: 우쓰노미야 요리쓰나(宇都宮賴綱)
- 1240년∼?: 우쓰노미야 요리나리(宇都宮賴業)
- 1330년∼1331년?: 우쓰노미야 도요후사(宇都宮豊房)
- 1331년∼1333년: 우쓰노미야 사다무네(宇都宮貞宗)

#### 무로마치 막부
- 1336년∼?: 고노 미치모리(河野通盛)
- 1340년∼1341년: 이와마쓰 요리아키(岩松賴有)
- 1342년∼? - 호소카와 요리하루(細川賴春)
- 1351년∼1354년: 고노 미치모리
- 1354년∼1379년: 호소카와 요리유키(細川賴之)
- 1379년∼?: 고노 미치타카(河野通堯)
- 1380년∼1394년: 고노 미치요시(河野通能)
- 1394년∼1411년: 고노 미치유키(河野通之)
- 1414년∼1435년: 고노 미치히사(河野通久)
- 1435년∼1444년: 고노 노리미치(河野敎通)
- 1449년∼?: 고노 미치하루(河野通春)
- 1450년∼1453년: 고노 노리미치
- 1453년∼1455년: 고노 미치하루
- 1455년∼?: 호소카와 가쓰모토(細川勝元)
- 1459년∼?: 고노 미치하루
- 1465년∼?: 호소카와 아키우지(細川賢氏)
- 1473년∼1477년: 고노 노리미치
- 1477년∼1482년: 고노 미치하루
- 1482년∼1485년: 고노 미치아쓰(河野通篤)
- 1499년∼?: 고노 미치나오(河野通直)
- 1500년∼1519년: 고노 미치노부(河野通宣)
- 1519년∼1550년: 고노 미치나오

### 센고쿠 다이묘
- 고노(河野) 집안: 대대로 이요의 슈고를 맡아 왔으나 1585년에 도요토미 히데요시(豊臣秀吉)에게 항복. 1587년에 57대 당주 고노 미치나오가 후사를 남기지 못한 채 죽으면서, 다이묘로서 고노 집안은 멸망한다.
  - 무라카미(村上) 집안(무라카미 수군水軍): 노지마(能島) 무라카미 집안과 인노시마(因島) 무라카미 집안은 모리(毛利) 집안의 가신(家臣)이었고, 기시마(來島) 무라카미 집안은 도요토미 정권의 다이묘를 거쳐 분고(豊後) 국 모리(森) 번(藩)의 번주가 되었다.
- 사이온지(西園寺) 집안: 1585년에 조소카베 모토치카(長宗我部元親)에게 항복. 1587년에 마지막 당주 사이온지 기미히로(西園寺公廣)가 도요토미 정권의 다이묘였던 도다 가쓰타카(戶田勝隆)에게 살해되면서 집안이 멸망했다.
- 이요 우쓰노미야(宇都宮) 집안: 1568년에 모리 집안의 대대적인 이요 공격으로 멸망한다.
- 조소카베(長宗我部) 집안: 1585년까지 이요의 대부분을 평정한 집안이었으나 히데요시에게 항복하고, 도사 일 국 만을 안도받았다.

#### 도요토미 정권의 다이묘들
- 고바야카와 다카카게: 이요 1국 35만 석(유즈키성), 1585년∼1586년(지쿠젠·지쿠고국 37만 석으로 옮겨 봉해짐)
- 안코쿠지 에케이: 와키 군 2만 3천 석 → 6만 석, 1585년 ∼ 1600년(세키가하라 전투 이후 바뀜)
- 구루시마 미치후사·구루시마 미치치카: 가자하야(風早) 군 1만 4천 석, 1585년 ∼ 1600년(세키가하라 전투 이후 바뀌었는데, 그 뒤 분고 모리 번으로 옮겨 봉해짐)
- 후쿠시마 마사노리: 이마지(今治) 11만 석(유즈키성), 1587년∼1595년(오와리국기요스淸洲 성에 24만 석으로 옮겨 봉해짐)
- 이케다 가게오: 이마지 7만 석, 1595년 ∼ 1598년(사망 뒤 적장자 히데우지(秀氏)가 2만 석을 상속받음)
- 오가와 스케타다: 이마지 7만 석(고쿠분(國分) 성), 1598년 ∼ 1600년(세키가하라 전투 이후 바뀜)
- 도다 가쓰타카: 오즈(大洲) 7만 석(오즈성), 1587년 ∼ 1594년(후사가 없어 단절됨)
- 이케다 히데우지: 오즈 2만 석. 1598년 ∼ 1600년(세키가하라 전투 이후 바뀜)
- 도도 다카토라: 우와지마(板島) 7만 석 → 8만 석(우와지마성)、1595년∼1600년(세키가하라 전투 이후 이요 이마지 번 20만 석으로 옮겨 봉해짐)
- 가토 요시아키: 이요 군 마사키(正木, 마사키 성) 6만 석 → 10만 석, 1595년 ∼ 1600년(세키가하라 전투 이후 20만 석으로 늘어났으며 마쓰야마 성을 쌓아 이요 마쓰야마 번이 되었다)